# Carnegiepriset

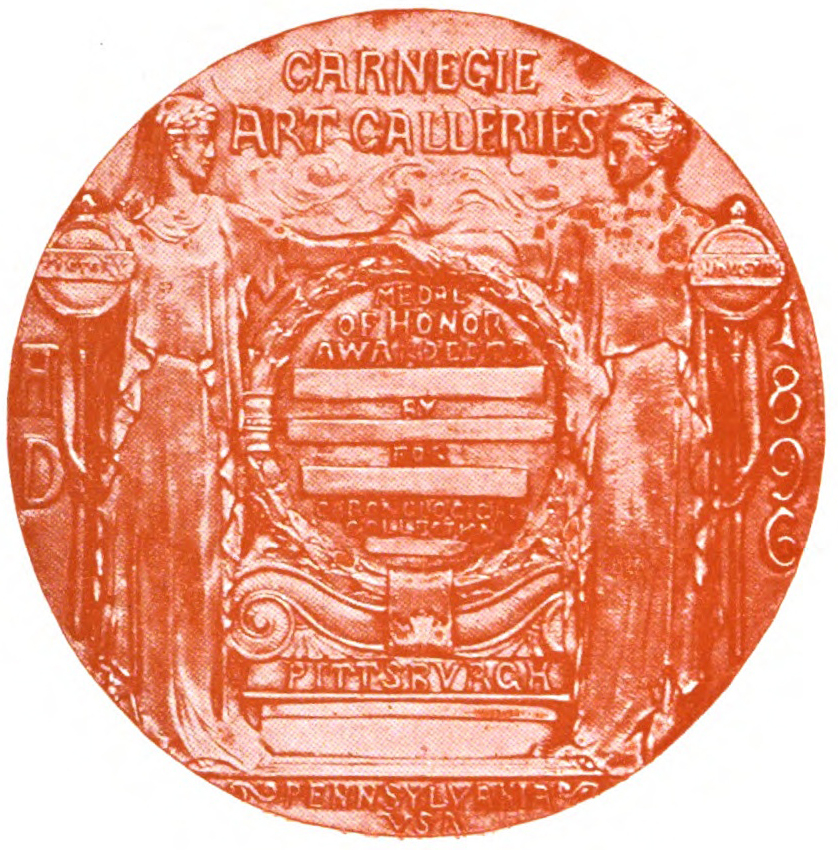
Carnegieprisets guldmedalj

Carnegiepriset (engelska: Carnegie Prize) är ett internationellt konstpris som delas ut av Carnegie Museum of Art i Pittsburgh, Pennsylvania. Det består för närvarande (2021) av ett kontantpris på 10 000 USD tillsammans med en guldmedalj.
Risk för förväxling kan uppstå då både National Academy of Design och Society of American Artists delar ut ett pris med samma namn. Dessutom fanns ett svenskt konstpris under namnet Carnegie Art Award. 

## Historia
Carnegiepriset instiftades 1896 som en utmärkelse för den bästa målningen som förevisades vid den första årliga konstutställningen vid konstmuseet Carnegie Museum of Art. Till skillnad från de flesta andra årliga amerikanska konstutställningarna samlade Carnegieutställningarna konstnärer från flera länder. Syftet var att öka utställningens attraktionskraft för konstnärer genom en prissumma på 1500 dollar till vinnaren, 1000 dollar till andraplatsen och 500 dollar för en tredjeplats. Guldmedaljen som förärades vinnaren hade designats av Tiffany & Co. och göts av JE Caldwell & Co. Under de första åren blev vinnarmålningen också vanligen uppköpt av museet och införlivad i dess permanenta samling.
Priset har genomgått några förändringar genom åren. En guldmedalj för skulptur tillkom 1958. Genom åren har också priset gradvis kommit att delas ut allt mer sällan, under 2000-talet med mellan tre och fem års mellanrum. Under slutet av 1970-talet ändrade man fokus på utställningarna som blev retrospektiv av redan etablerade konstnärer. År 1982 döptes utställningen om till Carnegie International och återgick till grundtanken att visa upp nya verk av en bred samling konstnärer. Under 1990-talet vidgades fokus för att samla även icke-traditionella konstnärer och filmskapare.
Till och med 2019 hade 67 Carnegiepriser delats ut och ett avvisats (den irländske målaren Francis Bacon vägrade ta emot priset 1967. Den spanska skulptören Eduardo Chillida har tilldelats priset två gånger. År 1964 för en individuell skulptur och 1979 baserat på hela sin produktion. Den första pristagaren (1896) var irländaren John Lavery och den första kvinnan amerikanskan Cecilia Beaux (1899). När William Kentridge fick priset 1999 var det första gången en filmare vann priset. Den enda organisation som vunnit priset är konstutställningen Documenta som vann 1979. Den brittiska konstnären Lynette Yiadom-Boakye blev 2018 den första färgade kvinnan att vinna priset.